# Jean-Pierre Mocky
Jean-Pierre Mocky, pseudonimo di Jean-Paul Adam Mokiejewski (Nizza, 6 luglio 1929 – Parigi, 8 agosto 2019), è stato un regista, sceneggiatore, attore, produttore cinematografico e montatore francese.
Fu un cineasta molto prolifico, capace di girare anche tre film in un anno. Le sue pellicole sono spesso legate all'attualità e ad eventi dalla vena anarchica.

## Biografia
Figlio di immigrati polacchi (il padre, Adam Mokiejewski, era di origine ebraica, mentre la madre, Janine Zylinska, era una cattolica non praticante), Mocky iniziò la sua attività cinematografica come attore a 15 anni, recitando in Gli scocciatori (1948), Dio ha bisogno degli uomini (1950), I vinti (1953), Gli sbandati (1955), Graziella (1955) e La fossa dei disperati (1959). A 26 anni diresse il suo primo lungometraggio Dragatori di donne.
Noto per la sua intensa vita sentimentale, sosteneva di avere 17 figli, ma ne aveva solo quattro.
È morto nell'agosto del 2019 nella sua casa di Parigi.

## Filmografia parziale

Con Isa Miranda nel film Gli sbandati

### Attore
- Gli scocciatori (Les casse-pieds), regia di Jean Dréville (1948)
- Dio ha bisogno degli uomini (Dieu a besoin des hommes), regia di Jean Delannoy (1950)
- I vinti, regia di Michelangelo Antonioni (1953)
- Gli sbandati, regia di Citto Maselli (1955)
- Graziella, regia di Giorgio Bianchi (1955)
- Il dado è tratto (Le rouge est mis), regia di Gilles Grangier (1957)
- Il gorilla vi saluta cordialmente (Le gorille vous salue bien), regia di Bernard Borderie (1958)
- La fossa dei disperati (La tête contre les murs), regia di Georges Franju (1959)

### Regista
- Dragatori di donne (Les dragueurs) (1959)
- Il cielo chiude un occhio (Un drôle de paroissien) (1963)
- Le vergini (Les vierges) (1963)
- La Bourse et la Vie (1966)
- Come cambiar moglie (Les compagnons de la marguerite) (1967)
- La contestazione del tubo (La grande lessive (!)) (1968)
- Un uomo solo (Solo) (1970)
- Un omicidio consentito dalla legge (L'Albatros) (1971)
- Un lenzuolo non ha tasche (Un linceul n'a pas de poches) (1974)
- La nuora (L'ombre d'une chance) (1974)
- Il testimone (Le Témoin) (1978)
- Litan (1982)
- La machine a découdre (1986)
- Il miracolo (Le miraculé) 1987)
- Agent trouble - L'ultima corsa (Agent trouble) (1987)
- Una notte in... camera (Une nuit à l'Assemblée Nationale) (1988)
- Il gèle en enfer (1990)
- Mocky story (1991)
- Le mari de Léon (1993)
- Bonsoir (1994)
- Tout est calme (2000)
- Le glandeur (2000)
- Le deal (2007)
- Dossier Toroto (2011)
- Le cabanon rose (2016)

## Doppiatori italiani
- Giuseppe Rinaldi in I vinti, Graziella
- Riccardo Cucciolla in Gli sbandati